# Art de Florence
L'art de Florence désigne le patrimoine artistique de la ville de Florence composé d'un nombre impressionnant de chefs-d'œuvre accumulés durant des siècles, particulièrement grâce aux collections constituées par la riche famille des Médicis, léguées à la ville par sa dernière descendante Anne-Marie-Louise de Médicis. 

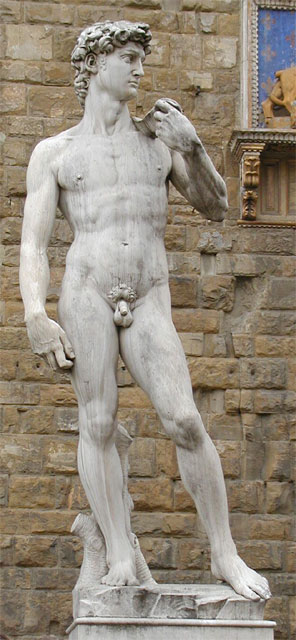
Copie du David de Michel-Ange, devant le Palazzo Vecchio, Piazza della Signoria, en allégorie protectrice et virile de la cité de Florence au temps de la compétition des cités-États

Les bibliothèques de la ville, telle la « Laurentienne », regroupent un grand nombre de manuscrits et de livres anciens d'une grande valeur. Le musée des Offices regroupe une quantité de chefs-d'œuvre, ainsi que la Galleria dell'Accademia, le musée du couvent San Marco et généralement, toutes les églises de la ville.
L'architecture issue du Moyen Âge et de la Renaissance marque tous les édifices et procède de l'Art de Florence.

## Le syndrome de Florence
Une particularité médicale a été constatée dans cette seule ville. Les statistiques ont été étudiées par la médecin-chef de l'Hôpital central de Florence, Graziella Magherini.
La puissance évocatrice d'une telle concentration de chefs-d'œuvre artistiques est telle que chaque année certains touristes sont atteints par un véritable syndrome dépressif et se retrouvent à l'hôpital, momentanément anémiés, comme écrasés par le poids impitoyable de l'intelligence humaine que la ville exprime dans le raffinement de son art.
Un film est tiré de cette particularité, Le Syndrome de Stendhal de Dario Argento sorti en 1996.

## Le «voyage en Italie»
Sorte de pèlerinage culturel et affectif, ce « voyage sentimental » devient à partir du XIXe siècle de bon ton dans la bourgeoisie d'Europe, comme le « voyage de noces à Venise » dans la première moitié du XXe siècle. La capitale toscane en est une étape obligée (voir à ce sujet le film Chambre avec vue de James Ivory, sorti en 1986).
À partir de la Renaissance, les artistes ont copié ses chefs-d'œuvre, fait évoluer ou rejeté son enseignement, mais n'ont pu faire abstraction du trésor qui y est amassé tant celui-ci représente pour les Européens le berceau de leur culture et de leur civilisation. La référence pour les peuples de l'Europe orientale étant, elle,  Byzance.

## Une «ville immortelle»
L'expression « ville éternelle » s'applique généralement à Rome, longtemps capitale de la chrétienté, et aujourd'hui siège de l'Église catholique et romaine avec le Vatican. « Une ville immortelle », calque de cette expression, est cependant le titre d'un des romans de l'ex-consul de France à Florence, Pierre Jean Remy, qui a su saisir l'âme  de la cité florentine et la dépeindre avec fidélité. Pour le véritable protagoniste de ce roman : « la ville resplendit encore d'une gloire passée où la cruauté se mêle à la beauté, la bassesse humaine à la plus lucide intelligence, telle une fleur de lys rouge vénéneuse et sensuelle. » 
Cité-État et potentat local dès la fin du Moyen Âge, Florence devint la capitale du Grand-Duché de Toscane, reprenant les territoires de la République maritime de Pise, de Sienne, et s'adjugeant une partie des domaines des États pontificaux.

### Atteintes à son intégrité
Comme pour tout lieu de sens dans la culture italienne, les atteintes à la ville par des causes naturelles (les inondations de Florence de 1966) ou terroristes (l’attentat de la Via dei Georgofili)  ont soulevé l'indigation de tous les Italiens et les ont rassemblés pour s'y opposer.

## Quelques lieux d'art à Florence

Naissance de Vénus de Botticelli.

- La  Galerie des Offices (voir la liste des peintres exposés aux Offices) et les statues des grands hommes toscans du Piazzale des Offices.
- Le Palais Pitti, sa Galerie Palatine, sa Galerie d'Art moderne et les jardins de Boboli
- La Galleria dell'Accademia de Florence
- Le musée du Couvent San Marco
- Le Museo Galileo, ancien musée de la Storia della Scienza (Histoire de la science)
- Le Palazzo Vecchio
- Le Bargello, palais et musée
- Le Ponte Vecchio et le Corridor de Vasari et sa collection d'autoportraits.
- La loggia dei Lanzi, musée de plein air ouvert jour et nuit
- Le Duomo (Santa Maria del Fiore) et son musée de l'Œuvre
- La basilique de Santa Croce
- Le Baptistère Saint-Jean
- L'église Santa Maria Novella
- L'Église Santa Maria del Carmine
- L'église San Miniato al Monte
- L'église Badia Fiorentina
- Orsanmichele, église, puis loggia-halle au grain, redevenue chapelle
- Toute l'architecture médiévale puis renaissance de la ville :
  - les maisons-tours
  - les palais
  - les places
  - les loggias